# Daniel Hisgen
Daniel Hisgen (Butzbach, 1733 — Lich, 1812) est un peintre rococo allemand.
Peintre d'église dans la Haute-Hesse, il se spécialise dans les cycles de peintures décorant le devant du parapet de la galerie dans les églises avec une galerie supérieure. Ses cycles discrets témoignent de l'importance modeste que l'on attendait de l'art luthérien dans les églises allemandes de son époque, prenant une voie intermédiaire entre les grandes images remarquables des églises catholiques et l'absence totale d'images dans les églises calvinistes.

## Biographie

### Famille
Les ancêtres de la famille Hisgen (qui signifie « petite maison ») sont des huguenots ayant fui la France pour les Pays-Bas pendant les guerres de Religion, puis se sont répartis dans la région de Montabaur, Wetzlar et Lich, dans l'ouest de l'actuelle Allemagne. Daniel Hisgen naît probablement à Nieder-Weisel (de), alors un village, et aujourd'hui un quartier de Butzbach, le 10 avril 1773. Il est le fils aîné du pasteur protestant Johann Georg Hisgen (30 août 1707 - 2 juin 1769) et de son épouse Johannetta Judith Budoin (née Johanna Budi, 4 février 1706 - 23 février 1765). Johann Georg est originaire de Wetzlar et a été pasteur à Nieder-Weisel (Butzbach) pendant 37 ans, de 1732 à sa mort. Daniel grandit ainsi dans le village de Nieder-Weisel où ses parents sont toujours enterrés dans une crypte de l'église protestante.
Le 28 novembre 1769, Daniel Hisgen épouse Philippina Louisa Stiehl (baptisée le 8 août 1747 et morte le 8 août 1820), originaire d'Alten-Buseck, alors un village, et aujourd'hui un quartier de Buseck. Une pénitence leur est infligée car leur première fille Johannetta Catharina (21 décembre 1769 - 3 mars 1834) est née seulement quatre semaines après le mariage. Installée à Lich, la famille s'agrandit et Daniel Hisgen a cinq enfants, après la naissance de Friedrich Wilhelm (22 mars 1773 - 1er mars 1853), Maria Elisabetha (5 mai 1775 - ?), Christian Wilhelm (13 avril 1777 - 27 mai 1839) et Johann Heinrich (30 juin 1780 - ?).

### Carrière
Daniel Hisgen apparaît surtout comme un peintre d'église en Haute-Hesse et travaille principalement dans ce qui est aujourd'hui l'arrondissement de Gießen, mais aussi sporadiquement dans la région de Wetzlar et dans la région de Vogelsberg. Son identité a longtemps été peu claire, de sorte qu'il a été provisoirement désigné comme le « Maître Freienseer ». En raison de son style caractéristique et de la structure cyclique de ses peintures de galerie à motifs bibliques, les peintures de parapet sur les balustrades de Bobenhausen II, Albach, Burkhardsfelden (de) (ancien village devenu un quartier de Burkhardsfelden), Freienseen (de) (ancien village devenu un quartier de Laubach et Odenhausen (de) (ancien village devenu un quartier de Lollar) ont été attribuées au même artiste. Les personnages bibliques représentés sur les tableaux portent des vêtements contemporains de la période rococo, ce qui est particulièrement évident dans les tableaux de L'enfant Moïse sauvé du fleuve par la princesse égyptienne. Les personnages de ces scènes sont représentés de la même manière dans tous les cycles. Comparable aux illustrations bibliques de Christoph Murer (de) dans la Bible de Tübingen (1591), Hisgen s'inscrit dans la tradition de la Biblia pauperum. Ces œuvres d'art provincial s'appuient sur des modèles, mais développent ceux du style baroque tardif, ce qui se traduit par l'utilisation de la lumière sur des figures en mouvement. Cette synthèse a été qualifiée d'« art dramatique des simples » (« Dramatik des Schlichten »). À Atzbach (de) (ancien village devenu un quartier de Lahnau) et dans d'autres églises, on raconte que ses élèves ou ses enfants ont contribué avec des « mains maladroites » (« ungeschickteren Händen ») aux peintures des parapets, ce qui suggère la bonne réputation du maître.
En tant que peintre d'église, Hisgen a également peint des plafonds d'église et d'autres œuvres. Une première activité de peintre est attestée par une facture de Nieder-Weisel de 1754. On ignore où Hisgen a appris le métier de peintre, peut-être était-il autodidacte. Dans les années 1762-1763, il a travaillé pendant 126 jours sur de nouvelles surfaces pour la chaire et la galerie des princes dans la collégiale Sainte-Marie de Lich (de), pour lesquelles il a reçu 292 florins. Dans l'église d'Albach (de) (ancien village devenu un quartier de Fernwald), Hisgen décore les joues des bancs de l'église avec des motifs floraux et les coins du plafond avec des médaillons d'anges. En 1778, il a doré le fleuron, la girouette et l'étoile de l'église de Ober-Hörgern (de). En 1780, Hisgen dote le buffet de l'orgue de la collégiale Sainte-Marie de Lich d'un nouveau liseré et d'une nouvelle dorure et a peint le buffet de l'orgue en argent. En 1808, à l'âge avancé de 75 ans, Hisgen peint l'église d'Odenhausen (de).
En novembre 2015, un petit tableau représentant un paysage idyllique de Hisgen a été découvert à Lich. Jusqu'à cette date, douze églises de la Haute-Hesse (toutes classées au patrimoine) ont été identifiées comme ayant des tableaux avec des scènes bibliques peintes par Hisgen. En général, il y a le même nombre de tableaux de l'Ancien Testament et du Nouveau Testament, dont les représentations de la Passion du Christ constituent la plus grande partie des peintures. Les plus de 300 tableaux montrent 66 scènes de la Bible, dont 28 n'ont été peintes qu'une seule fois. Hisgen a utilisé les mêmes compositions pour les illustrations qui reviennent à plusieurs reprises, comme l'Annonciation et la Nativité. Exceptionnellement, les peintures de l'église de Pohl-Göns (de) ne montrent que des apôtres et des Évangélistes. Certains cycles comportent des tituli ou des légendes avec le passage biblique correspondant.
Daniel Hisgen meurt à Lich le 9 février 1812.

## Œuvres
Dans de nombreux cas, la paternité est basée sur des attributions et des comparaisons de style. Des peintures conservées posées sur les parapets des galeries se trouvent dans les églises suivantes :
| Année        | Localisation                       | Église               | Description | Image                                           |
| ------------ | ---------------------------------- | -------------------- | --- | ----------------------------------------------- |
| 1765         | Bobenhausen II                     | Église protestante   | 48 tableaux de parapet non signés (huile sur toile) : 4 évangélistes, 12 apôtres et un cycle illustré de la Création du monde à la Pentecôte. | Vente de Joseph.                                |
| 1767         | Atzbach (de) (Lahnau)              | Église protestante   | 43 peintures de parapet avec 18 scènes de l'Ancien Testament et 25 du Nouveau Testament ; la paternité de Hisgen est prouvée, | Le Bon Pasteur.                                 |
| 1770         | Langgöns                           | St. Michaelis        | 25 peintures de parapet avec des scènes bibliques allant du récit de la création de la Genèse à la Pentecôte, ainsi qu'une grande peinture de plafond et 4 évangélistes sur les panneaux de la chaire ; la paternité de Hisgen est prouvée, | Moïse sauvé des eaux.                           |
| Années 1770  | Reiskirchen                        | Église protestante   | 6 des 12 peintures de parapet ont été conservées après une rénovation de l'église, une septième a été offerte à l'Oberkirchenrat Petri de Darmstadt, une huitième a été agrandie et repeinte par Kurt Scriba ; la paternité de Hisgen est supposée ; il a peint l'église dans le même style 12 peintures des apôtres sur les panneaux de la chaire. | Adam et Ève.                                    |
| 1772 ?       | Ebersgöns                          | Église protestante   | 17 peintures de parapet non signées avec des scènes bibliques, 10 de l'Ancien Testament, 7 du Nouveau Testament | Jacob et Laban passent un marché.               |
| 1773         | Freienseen (de) (Laubach)          | Église protestante   | 24 peintures de parapet non signées représentant 14 scènes de l'Ancien Testament et 10 du Nouveau Testament, des fleurs sur les parapets à panneaux des bancs | Genèse.                                         |
| 1774         | Albach (de) (Fernwald)             | Église protestante   | 33 peintures de parapet avec 19 scènes de l'Ancien Testament et 14 du Nouveau Testament, des fleurs sur les parapets lambrissés des bancs ; la paternité de Hisgen est prouvée. | Transfiguration de Jésus.                       |
| 1775         | Lang-Göns                          | Église Saint-Jacques | 20 peintures de parapet avec des scènes bibliques ; une peinture signée, | Annonciation.                                   |
| c. 1775-1776 | Nonnenroth (de) (Hungen)           | Église protestante   | 4 peintures de parapet non signées représentant les évangélistes sur la galerie orientale, des fleurs sur les parapets lambrissés des bancs. | Jean.                                           |
| c. 1780      | Burkhardsfelden (de) (Reiskirchen) | Église protestante   | 15 peintures de parapet non signées des quatre Évangélistes et de la vie du Christ ; également huit figures de l'Ancien Testament sur les panneaux de la chaire. | Les Rois mages.                                 |
| c. 1785-1786 | Oppenrod (de) (Buseck)             | Église protestante   | 16 peintures de parapet avec des scènes du Nouveau Testament, de l'Annonciation à la mise au tombeau du Christ, une peinture signée ; certaines peintures ont probablement été enlevées lors de l'installation de la tribune de l'orgue | La Cène.                                        |
| 1789         | Leihgestern (de) (Linden)          | Église protestante   | 26 peintures de parapet avec des scènes bibliques, une peinture signée | Jésus demande à Zachée de descendre de l'arbre. |
| 1806-1808    | Odenhausen (de) (Lollar)           | Église protestante   | 27 peintures de parapet avec des scènes bibliques (huit signées) et une grande peinture de plafond signée représentant le Baptême de Jésus ; 21 peintures dans la nef, sept sur la galerie ouest s'abaisse sur les parapets lambrissés des bancs.                                                                                                   | David et Nathan.                                |